# Fernando Clavijo
Fernando Caetano Clavijo Cedrés (ur. 23 stycznia 1956 w Maldonado w Urugwaju, zm. 8 lutego 2019 w Fort Lauderdale) – amerykański piłkarz pochodzenia urugwajskiego grający na pozycji środkowego obrońcy.

## Kariera klubowa
Clavijo urodził się w urugwajskim mieście Maldonado. W wieku 16 lat rozpoczął karierę piłkarską w klubie Atenas San Carlos i grał w nim do 1979 roku. Wtedy też przeniósł się wraz z żoną do Stanów Zjednoczonych i tam zaczął grać w drużynie New York Apollo w rozgrywkach ligi American Soccer League. W klubie tym spędził dwa sezony i w 1981 roku został zawodnikiem klubu futsalowego o nazwie New York Arrows. Natomiast w latach 1983–1984 grał w lidze NASL w zespole San Jose Earthquakes. Następnie Fernando ponownie występował w piłce nożnej halowej. W latach 1984–1988 grał w barwach San Diego Sockers, a potem przeszedł do Los Angeles Lazers. W 1989 ponownie zmienił barwy klubowe i został piłkarzem St. Louis Storm. W 1992 roku zakończył karierę futsalową i skupił się wyłącznie na występach w piłkarskiej reprezentacji Stanów Zjednoczonych. W 1994 roku zakończył swoją karierę.

## Kariera reprezentacyjna
W reprezentacji Stanów Zjednoczonych Clavijo zadebiutował 21 listopada 1990 roku w zremisowanym 0:0 towarzyskim spotkaniu ze Związkiem Radzieckim. W 1994 roku został powołany przez selekcjonera Velibora Milutinovicia do kadry na Mistrzostwa Świata w USA. Tam wystąpił w trzech spotkaniach: grupowych z Rumunią (0:1), z Kolumbią (2:1) oraz w 1/8 finału z Brazylią (0:1 i czerwona kartka w 85. minucie meczu). Był to także ostatni mecz Fernando w kadrze narodowej. Łącznie wystąpił w niej 61 razy. Natomiast w 1992 roku wystąpił w 8 meczach reprezentacji futsalu.

## Kariera trenerska
W 1991 roku Clavijo rozpoczął swoją karierę trenerską. Został wówczas grającym trenerem St. Louis Storm, grającym w lidze futsalu. W 1994 roku objął Seattle SeaDogs, grający w Continental Indoor Soccer League. Tam pracował do 1997 roku i na zakończenie przygody z SeaDogs został mianowany trenerem roku w lidze. Następnie Fernando pracował we Florida ThunderCats, w National Professional Soccer League. W międzyczasie był asystentem Velibora Milutinovicia w reprezentacji Nigerii oraz niedługo potem był selekcjonerem reprezentacji USA w piłce halowej. W 1999 był asystentem Milutinovicia w MetroStars, ale pracował tam tylko do końca roku. W latach 2000–2002 samodzielnie prowadził New England Revolution. 16 października 2003 został selekcjonerem reprezentacji Haiti i prowadził tę drużynę w eliminacjach do Mistrzostw Świata 2006, jednak zrezygnował po porażce 1:3 z Jamajką. 22 grudnia 2004 został trenerem Colorado Rapids i pracował w nim do 20 sierpnia 2008.